# Джордж Бурш'є
Джордж Бурш'є (англ. George Bourchier; нар. 28 серпня 1821, Брамфілд — пом. 15 березня 1898, Твікенгем) — британський офіцер та генерал-майор, який служив у Бенгальській армії.
Армія входила — до складу Армії Британської Індії.

## Біографія
Джордж Бурш'є народився 28 серпня 1821 року в Брамфілді. Син — преподобного Едварда Бурш'є та Гаррієт Дженнер. Здобув освіту у Військовій семінарії Аддіскомба.
Вступив до Бенгальської артилерії в 1838 році і брав участь у Гваліорській кампанії 1843—1844 років. Дислокувався в Пунніарі.
Під час Сипайського повстання — командував батареєю в Тімбу Гат і був присутній при облозі та взятті Делі. Разом з сером Коліном Кемпбеллом був у Буландшахрі, Алігарі та Агрі під час звільнення Лакхнау, а також у Каунпурі.
З 1864 по 1866 рр. — командував королівською артилерією в Бутані, отримав звання бревет-полковника. У 1871 році — командував Східним прикордонним округом, а в 1871—1872 рр. командував колоною Качара в Лушайській експедиції. У 1852 році — нагороджений орденом Лазні і отримав звання генерал-майора. Помер 15 березня 1898 року.